# Thalassia Periochi Koloumvo
Thalassia Periochi Koloumvo este o arie protejată (sit de importanță comunitară — SCI) din Grecia întinsă pe o suprafață de 5.010,37 ha, integral marine.

## Localizare
Centrul sitului Thalassia Periochi Koloumvo este situat la coordonatele 36°31′40″N 25°29′09″E / 36.527825°N 25.48585°E.

## Înființare
Situl Thalassia Periochi Koloumvo a fost declarat arie specială de conservare în baza directivei 92/43 din 1992 referitoare la conservarea habitatelor naturale și a faunei și florei sălbatice pentru a proteja un număr necunoscut de specii din flora spontană și fauna sălbatică aflate în arealul zonei.

## Biodiversitate
Situată în ecoregiunea marină mediteraneană, aria protejată conține 3 habitate naturale: Bancuri de nisip acoperite în permanență slab de apă marină, Recifuri, Structuri submarine provocate de scurgeri de gaze.
La baza desemnării sitului se află un număr nedeclarat de specii protejate.